# Uluatin
Uluatin ist eine osttimoresische Aldeia im Suco Tapo/Memo (Verwaltungsamt Maliana, Gemeinde Bobonaro). 2015 lebten in der Aldeia 535 Menschen.

## Geographie

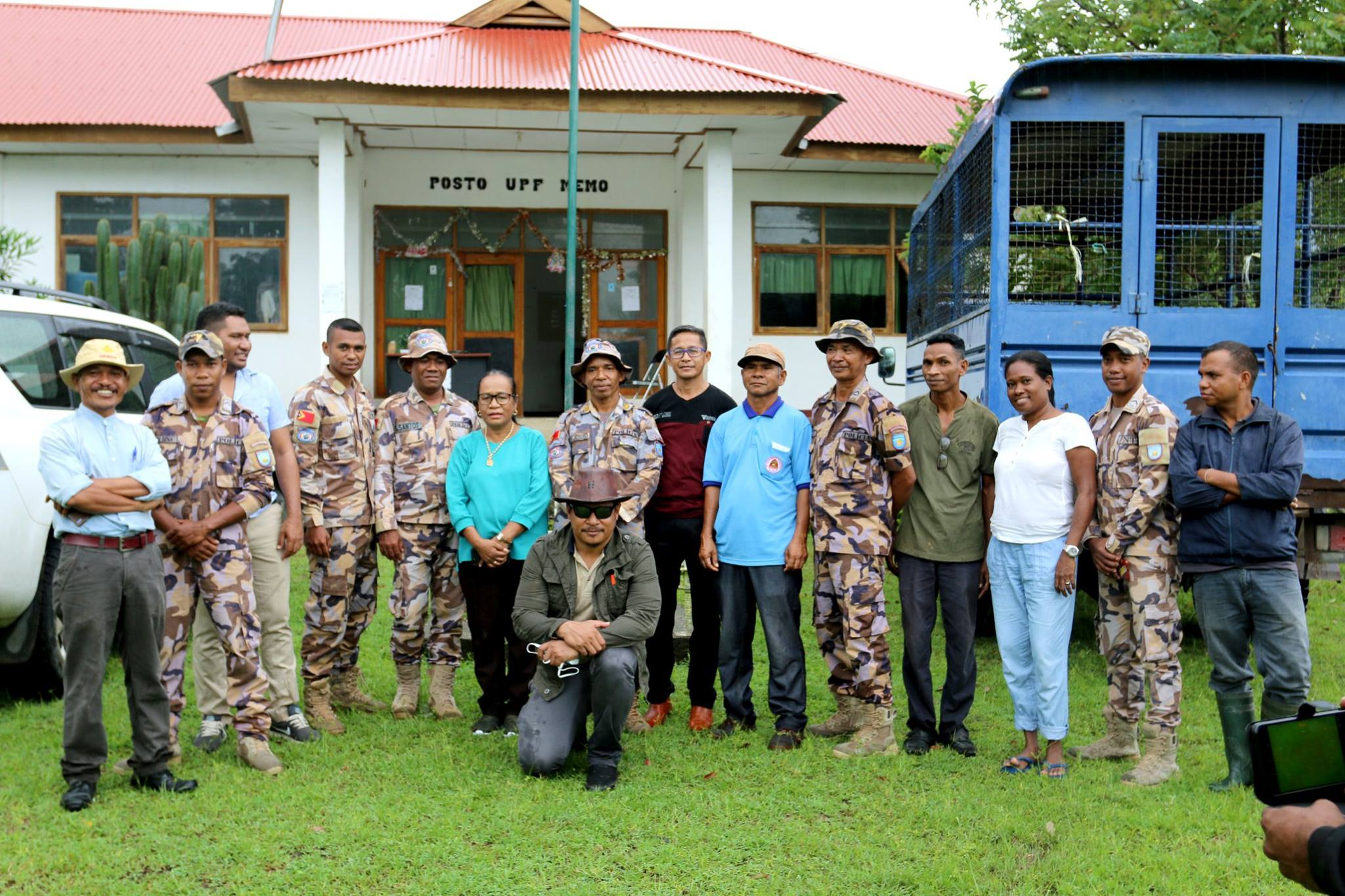
Station der Unidade de Patrulhamento de Fronteira in Memo

Uluatin liegt im Süden des Sucos Tapo/Memo. Nördlich befindet sich die Aldeia Lepuguen, nordöstlich die Aldeia Pip Galag 1 und östlich die Aldeia Pip Galag 2. Im Südosten grenzt Uluatin an den Suco Saburai. Markiert ansonsten der Fluss Malibaca die Grenze zwischen Osttimor und Indonesien, fließt hier der Hauptstrom durch die Aldeia. Das südlich davon gelegene Gebiet mit einer Fläche von 37 Hektar war nach der Unabhängigkeit Osttimors zwischen den beiden Ländern umstritten. Es wird durch einen Seitenarm des Malibaca nach Süden hin abgegrenzt. Mit der Einigung über den Grenzverlauf fiel das Gebiet an Osttimor und bildet nun den Südwesten von Uluatin.
Am Nordufer des Malibaca liegt der Ort Memo. Hier befinden sich der Sitz des Sucos, eine Grundschule, die Kapelle São Pedro, die Clinica Madre Cecilia dos Santos, ein Büro der Zollbehörde Osttimors und der Stützpunkt Memo der Grenzpolizei (UPF).

## Geschichte

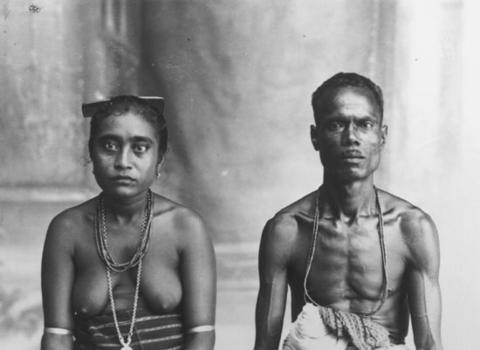
Ein Kemak-Paar aus Memo im Álbum Fontoura (um 1940)

Während der Entkolonisierung Portugiesisch-Timors kam es zum Bürgerkrieg zwischen UDT und FRETILIN, bei dem die UDT unterlag. Viele Anhänger flohen daraufhin ins indonesische Westtimor. Allerdings gab es auch Fälle, bei denen UDT-Anhänger Zivilisten zwangen mitzugehen, um von den Indonesiern für die spätere Invasion rekrutiert zu werden. So zwang auch der Liurai von Memo mehrere Personen nach Westtimor mitzugehen.
Noch vor Beginn der offenen Invasion in Osttimor, besetzte Indonesien in der Operation Flamboyan bis zum 16. Oktober 1975 das Gebiet.
In den ersten Jahren der Unabhängigkeit kam es wiederholt zu Zwischenfällen an der Grenze, so zum Schusswechsel am 21. April 2005 bei Maliana.
Am 18. August 2015 wurde im Suco das Versorgungssystem für Trinkwasser feierlich eingeweiht. Es versorgt mehrere Orte im Zentrum des Sucos, um das Dorf Memo.

## Politik
2023 wurde Veronica Guterres Lopes zur Chefe de Aldeia gewählt.